# Manfred Schulz (Chemiker)
Manfred Schulz (* 16. März 1930 in Königszelt, Landkreis Schweidnitz, Provinz Niederschlesien; † 10. Februar 2013 in Potsdam) war ein deutscher Chemiker und Universitätsprofessor.

## Leben
Schulz verbrachte seine Kindheit in Stendal, wo er 1936 eingeschult wurde. Nach dem Abitur (1949) nahm er in Berlin das Studium der Zuckertechnologie auf, stieg dann aber bald auf Chemie um. Seine Diplomarbeit über ein Naturstoffthema wurde von Ludwig Reichel betreut. 1959 wurde Schulz als akademischer Schüler von Alfred Rieche promoviert, wobei er über Peroxide forschte und am neugegründeten Institut für organische Chemie in Berlin-Adlershof arbeitete.
1968 folgte die Habilitation an der Humboldt-Universität zu Berlin. Noch im selben Jahr wurde Schulz an die Technische Hochschule Leuna-Merseburg berufen. Als Professor blieb Schulz der Peroxid-Chemie treu. Seine wissenschaftliche Laufbahn beschloss er – nach der Abwicklung der Technische Hochschulen Leuna-Merseburg – als Professor an der Martin-Luther-Universität Halle, wo er 1995 emeritiert wurde.
1988 wurde er Mitglied der Deutschen Akademie der Naturforscher Leopoldina.

## Wirken
Es gelang Schulz, Peroxide des cyclischen Benzylethers Phthalan nach drei verschiedenen Methoden zu gewinnen:
- Autoxidation,
- Umsetzung geeigneter Vorstufen mit Wasserstoffperoxid und
- Ozonolyse.

Schulz isolierte Peroxide bei der Lufteinwirkung auf Phenylhydrazone und konnte diese dann zu unerwartet stabilen Aryldiimiden reduzieren.  Eine neuartige Photoisomerisierung von Azomethinimiden führte zu Diaziridinen. In einem umfangreichen Projekt in Zusammenarbeit mit der Industrie beschäftigte sich Schulz mit stickstoffhaltigen Ringsystemen, die als Inhibitoren von Interesse waren.